# 伊和神社
35°05′15″N 134°35′11″E / 35.0875°N 134.58642°E
伊和神社（日语：／ Iwa-Jinja */?）是日本兵庫縣宍粟市一宮町須行名的神社，社格是名神大社、播磨國一宮、國幣中社和別表神社，祭神是大己貴神，與海神社、粒坐天照神社並稱為播磨三大社。
氏子數目方面，根據《日本社寺大觀》和《兵庫縣神社誌》記載是400戶，神社本廳出版的《神社名鑑》記載為450人，《式內社調查報告》則指是約500戶，氏子地區是東市場、須行名、伊和和安黑。文化財方面，神社的本殿和幣殿在2012年2月28日登錄為兵庫縣登錄文化財，由神社管理的一山古墳則在1971年4月1日指定為兵庫縣指定文化財。

## 位置與名稱

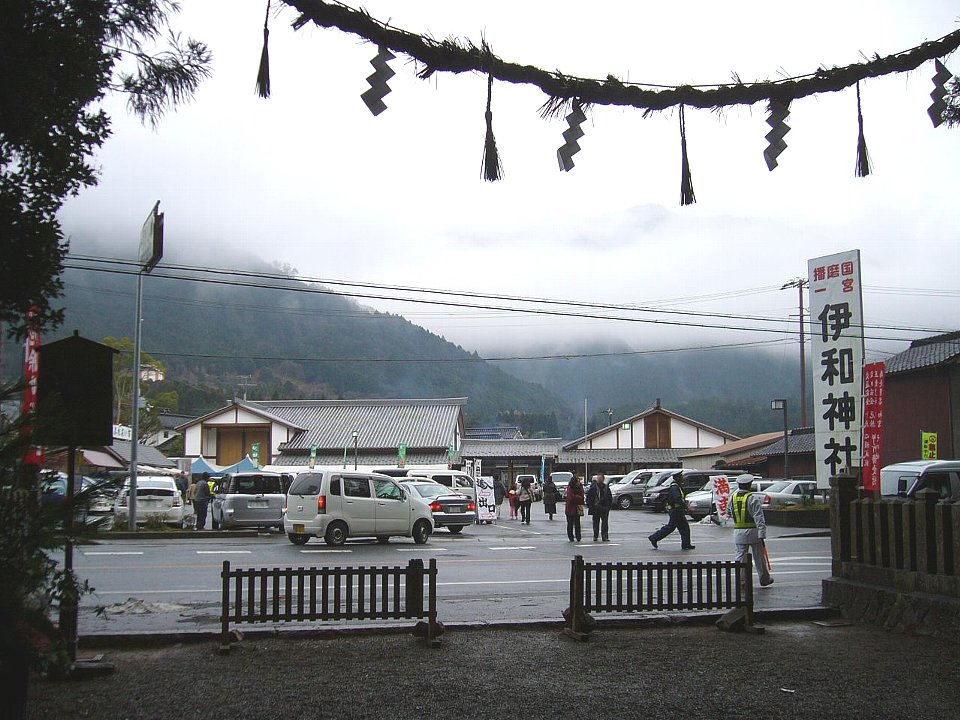
神社與道之驛播磨一宮的接壤處

神社位於揖保川水系引原川與御方川的交匯處附近，該處有為鄰近中國山地的平原，神社便位處該平原的中心部分，東面是國道29號，建有道之驛播磨一宮。行政區劃方面，神社原屬播磨國宍粟郡伊和鄉，後為神戶鄉、須行名村、神戶村和一宮町，大字是須行名，字是宮之元（宮ノ元）。
神社在中院家本《延喜式神名帳》中稱為「伊和坐大名持御魂社」，其中「伊和坐」的發音是Iwano（イワノ），九條家本指「持御魂」的發音為Mochimitama（モチミタマ），《式內社調查報告》主張「伊和」是地名，「大名持御魂」是祭神名稱，大名的發音則是Ōna（オホナ）。大同元年（806年），根據收錄於《新抄格勅符抄》內的牒記載，神社稱為「伊和神」或「伊和大名持神」，這是神社名稱在文獻上首次有記載，《日本三代實錄》貞觀元年正月27日（859年3月5日）條和元慶5年6月29日（881年7月28日）條為「伊和坐大名持御魂神」，《延喜式》臨時祭式則稱為「伊和神社」。因此，《式內社調查報告》據此推測「伊和坐大名持御魂社」為神社的正式名稱，「伊和神社」則是普遍的稱呼。
根據《百鍊抄》平治元年8月2日（1159年9月15日）條、建長元年4月4日（1249年5月17日）條、建長元年6月22日（8月2日）條和建長元年7月5日（8月14日）條記載，神社稱為「伊和社」或「播磨一宮（伊和社）」，這些稱呼也見於其後的《一宮記》、《峯相記》、《一宮巡詣記》和《播磨鑑》，由此可以得知神社在平安時代末期至鎌倉時代初期稱為播磨國一宮伊和社。其中《峯相記》也稱神社是「一宮伊和大明神」，其後「伊和大明神」作為神社名稱開始普及，到了明治以後才以「伊和神社」作為正式名稱。

## 歷史
- 鶴石拜所
- 鶴石

根據由吉田兼連在寬文10年（1670年）撰寫的社記記載，神社創建於成務天皇14年2月11日，《峯相記》則指男巳尊以白山妙理大權現的身份在師安元年託夢予當地豪族伊和恒鄉，讓其在此地供奉自己，恒鄉驚醒後發現西面的平原一夜之間突然出現數千棵松樹和杉樹，天空有鶴在飛，原本附近的民居則被焚毀，取而代之的是兩隻朝北而睡的白鶴，因此社殿也朝北而建至，本殿後方則有鶴石。在這以前，根據《播磨国風土記》記載，信奉伊和大神的伊和君氏已定居於此地，伊和氏是後來神社社家大井祝的祖先。
進入平安時代後，根據收錄於《新抄格勅符抄》大同元年的牒記載，神社作為「播磨伊和神」有神封13戶，作為「伊和大名持神」則有新封5戶，多於明石垂水神的10戶、荒田神的4戶和酒見神的3戶，為播磨國內規模最大的神社。其後根據《日本三代實錄》記載，神社在貞觀元年正月27日由從五位下勳八等升至從四位下，元慶5年6月29日再升至正四位下，在神階方面也是播磨國之首。天慶3年（940年），神社在平將門之亂爆發後獲加增神封5戶。正曆2年（991年）6月，根據收錄於《播陽萬寶智慧袋》的《府中社略記》記載，神社升至正一位。
根據《左經記》寬仁元年10月2日（1017年10月24日）條記載，神社獲後一條天皇奉上一代一次的幣帛和神寶，其後根據《殿曆》天仁2年10月29日（1109年11月23日）條，神社又獲鳥羽天皇奉上幣帛和神寶等，其後在仁安2年11月又獲六條天皇的大神寶使到訪。此外，在永萬元年（1165年），根據收錄於《宮內廳書陵部所藏文書》內的《神祇官諸社年貢注文》記載，神社負責高級紙張100帖。
根據《百鍊抄》平治元年8月2日條、建長元年4月4日條和建長元年6月22日條記載，神社多次毀於火災，在建長元年4月4日時於軒廊進行占卜，建長元年6月6日時則移師至陣定進行，及後重建。根據收錄於《伊和神社文書》內永享8年（1436年）3月的《萬勘定目錄》、寬文6年（1666年）的《御斷申上候事》以及寶曆9年（1759年）的《覺》記載，神社原有神宮寺，並且設有金堂、多寶塔、食堂和鐘樓堂等建築物。應永13年2月21日（1406年3月11日），根據收錄於《伊和神社文書》內的《赤松義則禁制》記載，赤松義則禁止採伐神社的神木，其後根據《赤松氏奉行人某書狀》記載，就算社僧在應永33年2月19日（1426年3月28日）提出採伐兩棵神木用作修建大塔（五間四面的多寶塔）也不獲批准。不過，赤松氏也將大塔的規模改為三間四面，並且派遣大工前往神社，根據應永34年8月15日（1427年9月6日）的《小河玄助書狀》記載，此塔由京都畫所的久阿負責上色。此外在文永10年10月，神社指責野口保的雜掌和公文玷污揖保川，並且抬着神輿前往其保內，反而遭其驅趕，神輿也受損，而在文保2年（1318年）9月於染河內莊的神田10町（約0.1平方公里）的年貢遭到惡黨扣留，反映當時神社的權威開始減弱。
進入戰國時代後，長水山城城主宇野氏曾經修建一殿（本殿）和總神殿（幣殿）等建築物。然而在天正8年（1580年），宇野氏被羽柴秀吉消滅後，神社的神領也被沒收。關原之戰後，池田輝政入主姬路城，神社獲其賜予田地面積達1町（約0.01平方公里）的黑印地，其後池田恒元在寬文6年又再寄進旱田1町至神社，恒元在寬文年間（1661年至1673年）時也廢除神佛習合，改為採用唯一神道。嘉永5年（1852年），根據神社的棟札記載，社殿毀於火災，其後幣殿等建築物由播磨國居民集資在安政6年（1859年）重建，本殿則在文久2年（1862年）由安志藩藩主小笠原貞孚重建。

## 社格

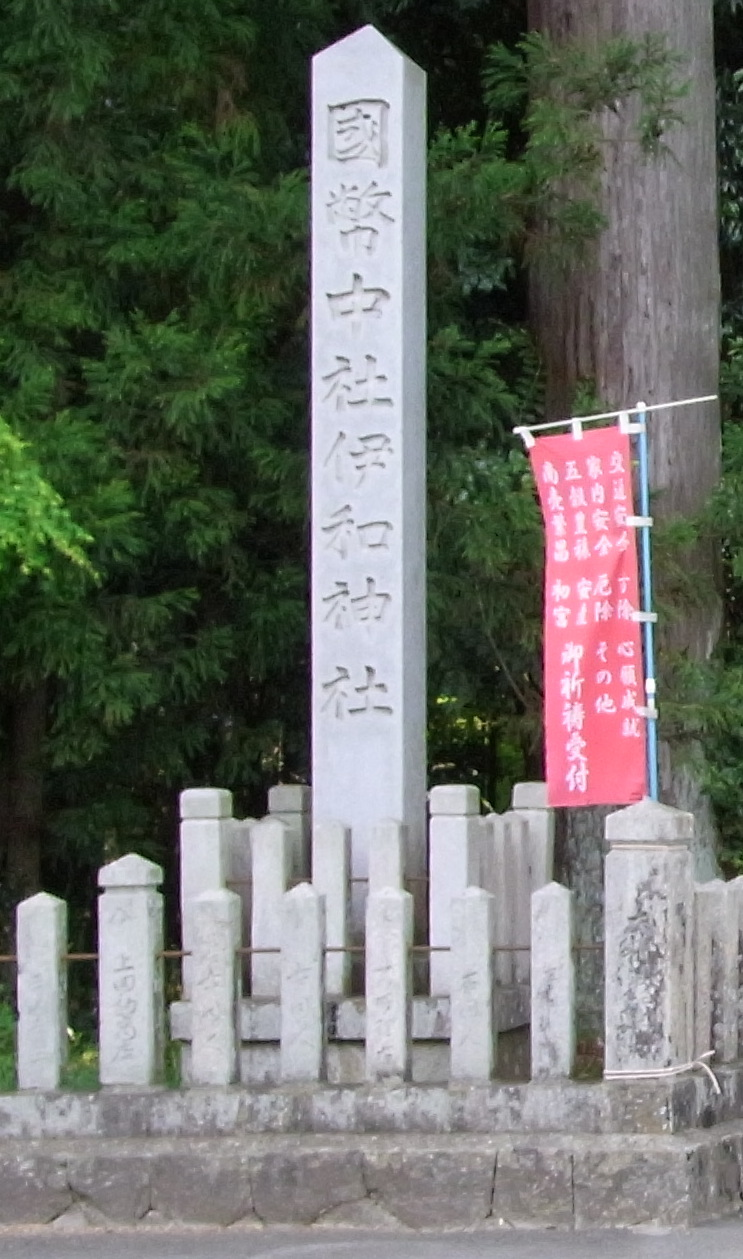
刻有國幣中社的社號標

神社的社格是名神大社、播磨國一宮、國幣中社和別表神社。根據《延喜式神名帳》記載，神社名為「伊和坐大名持御魂神社」，為播磨國50座式內社之一，在宍粟郡7座式內社中排第一，也是播磨國內7座名神大社之一。
一宮方面，根據收錄於《伊和神社文書》內文治2年9月13日（1186年10月26日）的《播磨國留守所符寫》記載，寫有「一宮本社講眾等」，這是神社作為一宮在文獻上首次有記載。不過，由於此為近世文獻，因此相對地收錄於《宮內廳書陵部所藏舊伏見宮家本一宮社關係文書案》內曆仁元年12月13日（1239年1月19日）的《官宣旨》更為確切，寫有「當國一宮社長任神主職」，指藤原長光在康治元年（1142年）獲任命為神社的神主。如果再收窄範圍至神社名稱的話，則是收錄於《伊和神社文書》內文永10年（1273年）10月的《伊和社神官和講眾等愁訴狀》，寫有「播磨國一宮伊和社」。此外，根據推測成書於貞和4年10月18日（1348年11月9日，正平3年）的《峯相記》、《百鍊抄》建長元年4月4日條、收錄於《伊和神社文書》內永正9年10月5日（1512年11月13日）的《赤松政則後室女房奉書》以及奧書為天正19年11月9日（1591年12月24日）的《播磨國內鎮守大小明神社記》記載，神社也是播磨國一宮。

在近代社格制度實施後，神社在1873年11月獲列為縣社，1885年4月22日升至國幣小社，1912年6月8日再升至國幣中社。1948年9月30日，神社本廳制定「幹部和職員去留相關規定」（役職員進退に関する規程，《規程第15號》），神社列於其中第五條提到的「記載於別表的神社」（別表に掲げる神社）之內，即別表神社。

## 祭神
- 五柱社
- 市杵島姬神社
- 播磨十六郡神社（東八郡）

神社的祭神是大己貴神，配神是少彥名神和下照姬命。《播磨國風土記》記載的伊和大神被認為相當於大己貴神，伊和大神以揖保川流域為中心，最大勢力達至西播磨，曾經阻止天日桙命的入侵。盡管大己貴神也稱為大汝命或葦原志許乎命，在《播磨國風土記》中，伊和大神卻與大汝命僅在揖保郡和神前郡重叠，在餝磨郡和賀毛郡則沒有重叠，伊和大神與葦原志許乎命則在揖保郡和宍禾郡重叠，唯一例外是美囊郡的「大物主葦原志許」。加上大汝命也被視為少日子根命，因此難以想像伊和大神與大汝命為同一位神明。假設大汝命相等於大己貴神的話，那麼大己貴神與伊和大神之間的關係便需要再作檢討。
另一方面，大己貴神也稱為大名持神，這與神社名稱「伊和坐大名持御魂神社」一脈相成，根據《古事記》本牟智和氣王傳承以及《出雲國造神賀詞》奏上時的供品中也有白鵠（白鳥），可見大名持神信仰與白鶴也有密切的關係，反映神社受到出雲信仰的影響。根據安永2年（1773年）的境內圖記載，神社是切妻造妻入，並且配有三組千木和鰹木，建築風格便是源於出雲大社（大社造）。
此外，境內末社有五柱社（祭神天照大神、宇賀魂神、國底立神、須佐之男神和猿田彥神）、市杵島姬神社（祭神市杵島姬命）和播磨十六郡神社（祭神播磨國十六郡的式內社的神明）。

## 神職

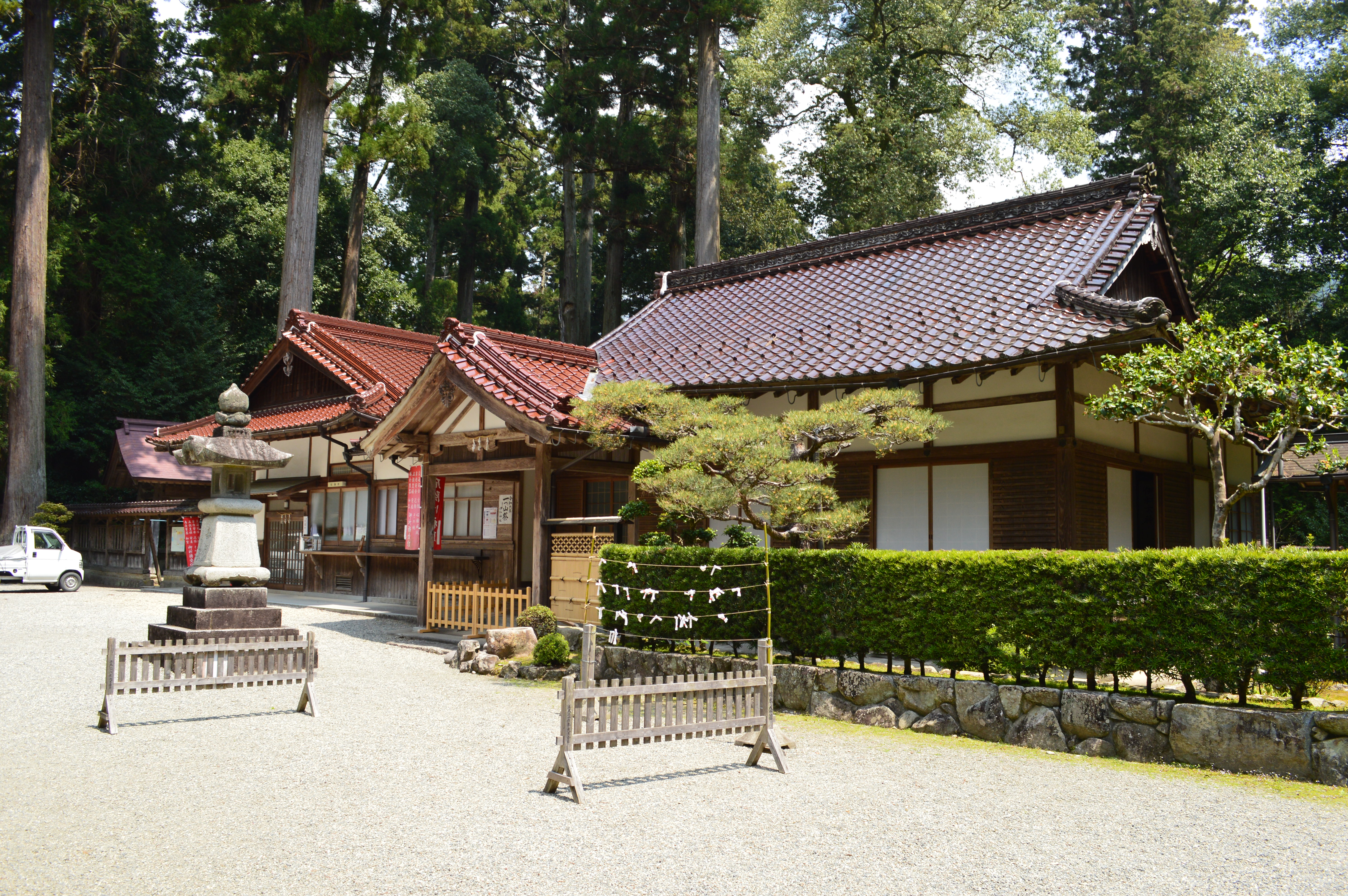
社務所

根據收錄於《宮內廳書陵部所藏舊伏見宮家本一宮社關係文書案》內曆仁元年12月13日的《官宣旨》記載，九條家的家司藤原長光在康治元年就任為神社的神主。其後根據收錄於《伏見宮家文書》內的《播磨國一宮神主職相傳系圖》記載，長光的子孫先後補任為神主，按先後是藤原光輔、藤原長倫、藤原光兼、藤原兼倫、藤原家倫和藤原兼俊。祝原本有大祝（北野祝）、與位祝、子勝祝、大井祝（大井氏）、保倉祝、柞村祝、劍祝、妃祝、御袖振祝、案主祝和頭領祝。根據收錄於《伊和神社文書》內天文16年3月17日（1547年4月7日）的《大井祝高重陳狀案》記載，大祝、與位祝、子勝祝、案主祝和頭領祝原本負責內陣，其餘則是外陣，不過案主祝和頭領祝在當時已經沒落。
大祝職原本由安保氏（或稱英保氏）世襲，直至應永年間（1394年至1428年）為止。文明3年4月10日（1471年4月30日），根據《書寫山圓殊院慶範名田等宛行狀》以及某年7月2日的《守重讓狀》記載，改由安保氏的庶家大井氏負責。貞治元年8月10日（1362年9月9日，正平17年），根據《染河內和神戶沙汰人等連判屋敷山畑相論濟狀》記載，大井氏原本擔任社家政所職。由於社領神戶莊（神戶鄉）的根本堰稱為大井，因此大井氏可能是通過管理引水道來擴大勢力。除了，安保氏和大井氏外，安黑氏也是神社在中世之後的神職，《式內社調查報告》推測安黑氏與大井氏為同族，在1980年時擔任宮司的便是安黑義郎。

## 社領
天平寶字2年8月3日（758年9月9日），根據《伊和恒雄神領寄進狀寫》記載，神社獲伊和恒雄寄進神領，永久3年2月5日（1115年3月2日）又獲源朝俊寄進岩村一處原屬真光寺的荒地。康治元年，藤原長光就任神主時，獲下賜神戶鄉和染河內鄉為社領，神戶莊和染河內莊分別成立。其後，社領遭到國衙強烈干預，經常有被沒收的隱患，在九條兼實下台後，社領於建仁年間（1201年至1204年）變為國衙領，直至播磨國成為後堀河院的知行國，九條道家也在承久之亂後重新掌權，長倫才得已拿回社領，其中染河內鄉在不久後便被寄進至後高倉院的法華堂。曆仁元年12月13日，光兼獲宣旨，准許其繼承神戶鄉。仁治2年8月8日（1241年9月14日），根據收錄於《宮內廳書陵部所藏舊伏見宮家本一宮社關係文書案》內同日的《官宣旨》記載，神戶鄉雖然被寄進至九條家的氏寺東福寺，但是仍然准許光兼的子孫擔任領家、預所和社務等職務，並且將神戶鄉劃為一圓不輸之地，勅院事等的大小國役國使也不得進內。建長2年（1250年）11月，根據收錄於《九條家文書》的《九條道家初度惣處分狀》記載，神戶鄉變成以九條家為本家，以東福寺為領家的神戶莊。
建武新政時，神戶莊再次變成公領。建武3年7月20日（1336年8月27日，延元元年}），根據《長俊書下》記載，神社僅領有染河內村的下地、年貢和百姓中的三分之一。延元元年4月2日（1336年5月13日），根據《新田義貞寄進狀》記載，神社獲新田義貞寄進神戶鄉鄉司職務。明德之亂後的明德4年7月20日（1393年8月27日），根據《赤松義則修理造營料所寄進狀》記載，神社獲赤松義則寄進美作國粟井庄新免村的地頭和公文職務，同時寄進的大市鄉講田約11町2反（約111074.38平方）則與圓教寺之間發生爭議，最終在應永5年10月29日（1398年12月7日），根據《赤松氏奉行人連署奉書》記載，定為神社的領地。應永6年7月24日，根據《赤松氏奉行人遵行狀》記載，神社在與野口保的葉室家的邊界糾紛中勝出。應永19年5月16日（1412年6月25日），根據《依藤性好寄進狀》記載，神社獲寄進神戶莊內宰相房跡的名田畠。
應永19年6月29日（1412年8月6日），根據《神戶庄內德樂名田畠注文》記載，大祝（北野祝）、子勝祝和與位祝連署向守護赤松氏注進德樂名的田地情況，同年10月14日（11月18日），根據《赤松氏奉行人連署奉書》記載，由大井氏出任德樂名的代官。應永22年12月26日（1416年1月26日），神社獲沙彌性教寄進旱田。應永30年5月3日（1423年6月11日），根據《小河玄助、貞政連署遵行狀案》記載，神社獲赤松義則以神社的管弦講經費的名義寄進賀屋莊的一半公文職務。永享4年（1432年），根據《九條滿家公引付》記載，九條家補任清水備後入道為一宮神戶莊代官，自此神社再次由九條家管治，直至南北朝時代才改由赤松氏管治。應仁2年3月3日（1468年3月26日），根據《赤松政則寄進狀》記載，神社獲赤松政則以祈禱費的名義寄進伊和東的上月大藏丞跡，不過在文明3年6月17日（1471年7月5日），根據《赤松氏奉行人連署遵行狀》記載，赤松氏收回上月大藏丞跡，並且交還予上月又三郎，相對地神社則改從伊和東徵收二千疋作為交換。同年11月15日（12月26日），神社獲安丸光綱寄進田地。文明13年4月10日，根據《赤松氏奉行人連署遵行狀》記載，神社雖然曾經失去社領，但是在這一天獲歸還。

## 境內
- 本殿
- 幣殿（總神殿）
- 北隨神門
- 西隨神門

根據《兵庫縣神社誌》記載，神社境內面積達14874坪（約49170.25平方），實測為16570坪（約54776.86平方），《神社名鑑》指是約16000坪（約52892.56平方），《式內社調查報告》指是16155坪2合1勺（約53405.65平方），神社官方稱是57,000平方米。本殿佔地2坪6合4勺（約8.73平方），為檜皮葺入母屋造建築，正面和側面各一間，設有縋破風向拜。幣殿最早創建於永享4年（1432年），佔地22坪9勺（約73.02平方），原為檜皮葺入母屋造建築，後來屋頂改鋪銅板，正面三間，側面五間，同樣設有縋破風向拜，有圍欄和組物，原本稱為總神殿，供奉有播磨國內的式內社。拜殿佔地22坪7合7勺（約75.27平方），原為檜皮葺入母屋造建築，後來屋頂改鋪銅板，正面五間，側面三間，設有千鳥破風和唐破风向拜。此外，神饌所佔地12坪（約39.67平方），社務所是15坪（約49.59平方），另有建於萬延元年的隨神門。
此外，根據《播州宍粟郡中手鏡》記載，神社的社叢東西長128間（約232.73），南北則是86間（約156.36）。根據境內說明板記載，社叢總面積達16098坪（約53216.53平方），單單是樹幹直徑超過60厘米的樹木便達1,650棵，涵蓋563棵日本柳杉、415棵青剛櫟、362棵紅淡比、200棵日本扁柏、日本冷杉、日本鐵杉、日本栗、山茶花和櫻花，其中有84棵的樹幹直徑達3米以上。1988年4月19日，由日本柳杉和小葉青岡組成，佔地5.2公頃的社叢獲指定為環境綠地保全地域，也是兵庫森林百選之一。

## 祭事
| 1月 | 新年祭（1月1日）                 | 5月 | —                   | 9月  | 開願祭（9月15日）                             |
| 2月 | 節分祭（節分） 祈年祭（2月17日） | 6月 | 夏越大祓（6月30日） | 10月 | 例祭（秋季大祭、神幸祭，10月15日至10月16日）  |
| 3月 | —                                | 7月 | 夏祭（7月15日）     | 11月 | 新嘗祭（11月23日）                            |
| 4月 | 春祭（與4月10日最接近的星期日）  | 8月 | 風鎮祭（8月26日）   | 12月 | 冬祭（12月15日） 年越之祓、除夜祭（12月31日） |

風鎮祭又稱油萬燈祭，最初在陰曆8月1日舉行，從江戶時代前期開始改為二百十日前七天舉行，為祈求避開颱風、五穀豐收和闔家平安的神事。當天先在社殿前空地放置數列土器，末社則為一列，總數達1,000個左右，內有燈油。日落後，先由負責的總代點火，隨後同時點燃其餘土器內的燈油，氏子則自備蠟燭，並且放在燈台，又會將菜籽油倒進土器內。境內頓時燈火通明，持續到深夜結束。
- 白衫是安黑地區
紅衫是須行名地區
- 綠衫是伊和地區
黃衫是東市場地區
藍衫是嶋田地區[註 9]

例祭在10月15日舉行，於上午10時在氏子幹事和嘉賓列席下舉行。翌日為神幸祭，各屋台先在氏子內巡遊，在上午11時由負責的地區帶領下，各山車陸續進入神社，總共五台，並且接受祓。隨後，一行人在本殿祭時於社殿前的空地進行練。本殿祭結束後，一行人在下午1點半向神社西面約一公里的御旅所進發，一行人由露拂、猿田彥、鈿女、先導神職、社名旗、日月旗、金鞘槍、鳥毛、太刀以及手持神饌者組成，總數約一百人，其餘參拜者和屋台也會一同前往。其後返回境內並且再次進行練，在快將接近黃昏時以撒餅作結。
此外，神社每隔20年會舉行式年大祭，稱為一山祭，一山是指神社東面的宮山，期間會在宮山神祠附近豎立繪有神紋的白旗，並且在山麓以及神社舉行祭典。關於一山祭的起源，根據《類聚國史》記載，在齊明天皇4年（658年）秋天，百濟的葛海於伊和山狩獵時由於地動山搖而毫無收穫，在返途時遇到一名少年，被其告知神明不希望有人在神山狩獵，葛海聞悉後便隨即舉行祭事而來。另外，在每隔60年的甲子年時則會舉行三山祭，三山分別是指北面的花咲山（鼻先山）、東面的白倉山以及西面的高畑山，並稱為伊和三山。三山祭期間會在三山山頂上的磐座舉行神事，並且豎立繪有神紋的木棉白旗，本殿也會開放讓人參拜，稱為御開帳或御戶開。

## 註解
1. ↑  東市場、伊和以及安黑分別現為宍粟市一宮町東市場、伊和以及安黑（日语：神戸村 (兵庫県)）[7]。
2. 1 2  由於貞觀是在4月15日改元，因此正月27日實際上為天安3年[13]。
3. ↑  收錄於《伊和神社文書》內推測寫於天文16年3月17日（1547年4月7日）的《大井祝高重陳狀（日语：陳状）案》記載為師安元年2月11日，《二中歷（日语：二中歴）》指師安元年是欽明天皇25年[14]，
4. ↑  明石垂水神推測現為海神社，荒田神現為荒田神社，酒見神則是住吉神社（日语：住吉神社 (加西市)）。
5. ↑  《日本紀略》指是同年11月8日（1167年12月21日）[16]，《兵範記（日语：兵範記）》則指是同年11月11日（12月24日）[14]。
6. ↑  野口保現為宍粟市山崎町（日语：山崎町 (兵庫県)）五十波、田井（日语：神野村 (兵庫県宍粟郡)）、岸田和野野上（日语：河東村 (兵庫県)）[7]。
7. ↑  染河內莊現為宍粟市一宮町上野田、下野田、能倉和東河內[7]。
8. ↑  由於貞治改元自9月23日，因此8月10日實際上為康安2年[20]。
9. ↑  嶋田現為宍粟市一宮町嶋田[7]。
10. ↑  除了氏子地區外，七社神社的氏子嶋田地區也會派出山車參加[27]。

## 外部連結
- . 兵庫縣觀光本部.   [2023-03-08]. （原始内容存档于2023-03-07） （日语）.
- . 西播磨觀光振興協議會.   [2023-03-08]. （原始内容存档于2023-05-29） （日语）.
- . 公益財團法人宍粟森林王國觀光協會.   [2023-03-08]. （原始内容存档于2023-03-28） （日语）.
- . 兵庫縣神社廳.   [2023-03-08]. （原始内容存档于2023-02-06） （日语）.
- . 全國一之宮巡拜會.   [2023-03-08]. （原始内容存档于2023-03-27） （日语）.
- . 國魂之會.   [2023-03-08]. （原始内容存档于2023-03-21） （日语）.